# Jordi Osei-Tutu
Pour les articles homonymes, voir Lowe.
Jordi Osei-Tutu, né le 2 octobre 1998 à Slough, est un footballeur anglais. Il joue au poste de défenseur pour le club de Bolton Wanderers.

## Biographie

### En club
Formé à Arsenal, Osei-Tutu ne s'impose pas dans l'équipe, il est alors prêté au club allemand du VfL Bochum, et à des clubs anglais de divisions inférieures. 
Le 23 juin 2022, il rejoint le VfL Bochum